# Robert Lakota
Pour les articles homonymes, voir Lakota.
Robert Lakota, né dans le 15e arrondissement de Paris le 13 janvier 1925 et mort le 16 février 1984 à Hendaye, est un homme politique français. Membre du Parti communiste français, il est conseiller général du canton de Vigneux-sur-Seine et président du conseil général de l'Essonne.

## Biographie

### Origines et vie familiale
Né à Paris le 13 janvier 1925 dans une « famille ouvrière », son père est ouvrier tourneur, c’est en Normandie, où se situent ses racines familiales, que Robert Lakota passe sa scolarité.

### Études et formation
Au collège technique de Dives-sur-Mer il acquiert le certificat d'aptitude professionnelle, puis le brevet industriel d’ajusteur dans la métallurgie. Aucune source biographique ne mentionne une activité dans la Résistance en France. Il rejoint la Confédération générale du travail (CGT) en 1944, et adhère au Parti communiste français en 1946. C’est au sein de ces deux structures qu’il acquiert une formation politique. 

### Carrière professionnelle
Il entre comme ajusteur aux usines Citroën à Paris en 1945, où il prend sa carte syndicale. De 1946 à 1950, il travaille à l'usine Cégédur de Dives-sur-Mer. En 1946 et 1947, il est responsable fédéral du Calvados de l'Union des jeunesses républicaines de France. En 1947, il est secrétaire régional Basse-Normandie du syndicat de la Métallurgie et est à la Commission exécitive nationale de la Fédération des travailleurs de la métallurgie CGT jusqu'en 1950.

### Carrière politique
C’est son activité au sein du PCF qui l’amène à des responsabilités importantes. Dès 1951, alors âgé de vingt-six ans, il est promu secrétaire général de la fédération Calvados du parti communiste français, poste qu’il occupe jusqu’en 1966. Il remplace à ce poste le député André Lenormand qui ne voulait pas cumuler les deux tâches.
Il accède au Comité central du PCF en 1961, dont il reste membre jusqu’en 1979. Entre-temps il est amené à quitter le Calvados pour prendre en 1967 la direction de la fédération de l’Essonne du Parti communiste. Parachuté dans ce département il s’y implante localement, dirigeant un hebdomadaire d’information départementale, La Marseillaise de l'Essonne, et impulse une activité qui permet au PCF d’obtenir du suffrage universel l’élection en 1973 de trois députés communistes sur les quatre élus de l’Essonne (Roger Combrisson à Corbeil-Essonnes, Pierre Juquin à Massy-Longjumeau, Robert Vizet à Palaiseau-Dourdan). Investi dans ses fonctions d’élu départemental, Robert Lakota est membre de la direction de l’Association nationale des élus communistes et républicains. Robert Lakota est conseiller régional d’Île-de France en 1979.

## Synthèse des fonctions politiques

### Mandats locaux
Robert Lakota n’avait aucun mandat électif local quand il est élu au conseil général en 1976.

#### Conseiller général du canton de Vigneux-sur-Seine
Lors des élections cantonales de mars 1976, il est élu conseiller général de l’Essonne, dans le canton nouvellement créé de Vigneux-sur-Seine. Il est réélu, pour un mandat de six ans, lors du renouvellement de mars 1979.

#### Président du conseil général de l’Essonne
Le 17 mars 1976, il est élu à la présidence du conseil général de l'Essonne par vingt-et-une voix, contre treize voix et une abstention. Avec les présidences de Georges Valbon en Seine-Saint-Denis et de Michel Germa dans le Val-de-Marne, le Parti communiste dirigeait trois des huit départements de la région Île-de-France. Réélu à la présidence du conseil général de l’Essonne en 1979, Robert Lakota est battu le 24 mars 1982 en obtenant seize voix, alors que Jean Simonin, élu RPR en recueilli dix-huit, tandis qu’un dissident gaulliste en obtient une.
Une place et une avenue de Vigneux-sur-Seine portent son nom.

## Pour approfondir

## Sources
- Le Monde, (archives) notice « Robert Lakota », 19 mars 1976, parue à la suite de l’élection de Robert Lakota à la Présidence du Conseil général de l’Essonne (consulté le 18 août 2018).
- L'Humanité, 19 février 1984, message de Georges Marchais à Anne-Marie Lakota, épouse de Robert Lakota, et militante du PCF.
- Notice « Robert Lakota », in Dictionnaire biographique, mouvement ouvrier, mouvement social (Le Maitron).